# Hoplodrina benesignata
Hoplodrina benesignata là một loài bướm đêm trong họ Noctuidae.